# Martincourt-sur-Meuse
Martincourt-sur-Meuse är en kommun i departementet Meuse i regionen Grand Est (tidigare regionen Lorraine) i nordöstra Frankrike. Kommunen ligger i kantonen Stenay som tillhör arrondissementet Verdun. År 2022 hade Martincourt-sur-Meuse 68 invånare.

## Befolkningsutveckling
Antalet invånare i kommunen Martincourt-sur-Meuse
| Referens: INSEE |